# Govinda (песня Kula Shaker)
Govinda — песня британской инди-рок группы Kula Shaker, написанная на санскрите и вышедшая в 1996 году на альбоме K и в виде сингла. Стала первой и единственной песней на санскрите в истории музыки, попавшей в 10-ку UK Singles Chart. На песню было снято музыкальное видео. На мини-альбоме Govinda '97, Hari & ST. George вышла альтернативная версия песни.
На написание песни лидера группы Криспиана Миллса вдохновил посвящённый Кришне одноимённый сингл «Govinda» с альбома The Radha Krsna Temple, вышедшего в 1970 году и спродюсированного Джорджем Харрисоном. В одном из интервью Криспиан Миллс признался, что песня родилась в результате импровизации, основанной на одной из санскритских молитв Кришне.